# Charles Laségue
Vista da sepultura.
Charles Laségue foi um neurologista francês do Século XIX.